# Alexandra Marinescu
Alexandra Marinescu (Bukarest, 1982. március 19. –) világ- és junior Európa-bajnok, olimpiai bronzérmes román szertornász.
1995-ben felkerült a Nemzetközi Torna Szövetség Világszínvonalú tornászok listájára.

## Életpályája
Néhány forrás szerint 1981-ben született, ám a nemzetközi médiában megjelent a hír, hogy Gina Gogean-hoz hasonlóan az ő esetében is meghamisították születési évét, annak érdekében, hogy részt vehessen az 1996-os atlantai olimpián.
Édesapja Alexandru Marinescu.
Előbb a bukaresti Triumf sportklubban Manuela Pereţeanu, Benone Pereţeanu, M. Bors és V. Grecu irányítása mellett, majd visszavonulásáig az ugyancsak bukaresti Steaua sportklubban tornázott.
A junior nemzeti válogatottban Eliza Stoica, Benone Pereţeanu és Ștefan Gal, a felnőtt válogatottban pedig Octavian Bellu, Mariana Bitang, Nicolae Forminte, Eliza Stoica, Benone Pereţeanu és Toma Ponoran edzették.
A Dévai Tornagimnázium diákja volt.

### Juniorként
1993-ban a Románia-Németország találkozón első, az Olaszország-Románia-Oroszország találkozón tizenkilencedik helyezett volt egyéni összetettben.
Ugyanabban az évben a Balkán-bajnokságon gerendán és talajon arany-, egyéni összetettben ezüstérmet szerzett, Charleroi-ban a Top Gym-en hatodik volt egyéni összetettben.
Az 1994-es Junior Európa-bajnokságon Stockholmban két bajnoki címet is szerzett egyéni összetettben és gerendán, valamint egy bronzérmet talajon, továbbá hatodik volt felemás korláton.
Az 1996-os Junior Európa-bajnokságon Birminghamben ugyancsak egyéni összetettben és gerendán szerzett két bajnoki címet, egy ezüstöt - Olga Teslenkoval megosztva - felemás korláton is nyert és szintén bronzérmes volt talajon, továbbá hatodik ugrásban, illetve a csapattal.

### Felnőttként

#### Országos eredmények
Az országos bajnokságon 1997-ben egyéni összetettben, ugrásban és talajon is bronzérmet szerzett.

#### Nemzetközi eredmények
Az 1994-es Balkán-bajnokságon felemás korláton lett bajnok.
Ugyanabban az évben a Blume Emlékversenyen tizedik volt egyéni összetettben.
Románia Nemzetközi Bajnokságai közül 1994-ben egyéni összetettben második, 1995-ben gerendán első helyezett volt.
Az 1995-ös Franciaország-Románia találkozón a csapattal első, egyéni összetettben harmadik, a Románia-Nagy-Britannia-Ausztrália találkozón csapattal és egyéni összetettben is első, az 1997-es Olaszország-Románia-Ukrajnán és a Románia-Németországon is a csapattal első, egyéni összetettben pedig ötödik, illetve harmadik helyezett volt.
Első helyen végzett egyéni összetettben az 1995-ös Hapoel Games-en és a negyediken a Subway World Challenge-en.
1996-ban a Cottbus International-on talajon harmadik, gerendán ötödik, felemás korláton pedig nyolcadik, az Arhtur Gander Memorialon egyéni összetettben második helyezett volt.
Szintén 1996-ban az Ausztrália Kupán gerendán második, talajon negyedik, egyéni összetettben hatodik, a Catania Kupán gerendán második, egyéni összetettben harmadik, talajon negyedik, ugrásban ötödik, a Svájci Kupán gerendán második, felemás korláton és talajon harmadik helyet ért el.
Az Amerika Kupán 1997-ben és 1998-ban is ötödik volt egyéni összetettben.

##### Világbajnokság
Karrierje során háromszor is részt vett világbajnokságon, két arany- és egy ezüstérmet szerezve.
Első részvételén 1995-ben Sabae-ben aranyérmet szerzett a csapattal (Lavinia Miloșovici, Gina Gogean, Simona Amânar, Claudia Presăcan, Andreea Cacovean), továbbá negyedik helyen végzett gerendán - Shannon Millerrel megosztva - és felemás korláton.
Másodszor 1996-ban a Puerto Ricóban megrendezett világbajnokságon ezüstérmet szerzett gerendán Dina Kochetkova mögött végezve.
Harmadik alkalommal 1997-ben Lausanne-ban újabb bajnoki címet szerzett a csapattal (Simona Amânar, Gina Gogean, Claudia Presăcan, Mirela Țugurlan, Corina Ungureanu), továbbá hatodik helyezést ért el felemás korláton.

##### Olimpiai játékok
Az olimpiai játékoknak egyetlen kiadásán vett részt, éspedig az 1996. évi nyári olimpiai játékokon Atlantában, ahol a bronzérmet szerezte meg a csapattal, melynek többi tagja Gina Gogean, Simona Amânar, Lavinia Miloșovici, Ionela Loaieș és Mirela Ţugurlan volt. Elért továbbá egy nyolcadik helyezést is gerendán.

### Visszavonulása után
1998-ban gerincferdülés miatt vonult vissza. Azóta több műtéten is átesett.
Visszavonulása után lemezlovasként is tevékenykedett Déván.
Élettörténetét Andrei Nourescu a 2004-ben megjelent Secretele gimnastei (kb. A tornász titkai) című könyvében dolgozta fel.

## Díjak, kitüntetések
A Román Torna Szövetség 1993-tól 1997-ig minden évben beválasztotta az év tíz legjobb női sportolója közé.
1995-ben Kiváló Sportolói címmel tüntették ki.
A Nemzetközi Torna Szövetség 1995-ben felvette a Világszínvonalú tornászok listájára.
2000-ben a Hűséges Szolgálat Nemzeti Kereszt III. osztályával tüntették ki.